# François Dupont-Midy
Pour les articles homonymes, voir Midy.
François Dupont-Midy est un réalisateur  français.

## Filmographie
- 1964 : Les Amitiés particulières de Jean Delannoy - Assistant réalisateur
- 1964 : Buffalo Bill, le héros du Far-West ou Une aventure de Buffalo Bill de Mario Costa - assistant-réalisateur
- 1966 :  Le Lit à deux places
- 1967 : Le Soleil des voyous de Jean Delannoy - assistant-réalisateur
- 1970 : La Peau de Torpédo de Jean Delannoy - assistant-réalisateur
- 1970 : Pour un sourire - également scénariste
- 1972 : Pas folle la guêpe de Jean Delannoy - assistant-réalisateur
- 1974 : Valérie (téléfilm)
- 1975 :  Vous ne l'emporterez pas au paradis - également scénariste
- 1978 :  Commissaire Moulin (1 épisode)
- 1979 : Les Yeux bleus (téléfilm)
- 1980-1982 :  Julien Fontanes, magistrat (4 épisodes)
- 1982 : Bonbons en gros  (téléfilm)
- 1987 : Le Cœur dans les nuages
- 1989 : Bébé express (téléfilm)